# Gustonys (stacja kolejowa)
Gustonys – stacja kolejowa w miejscowości Gustonys, w rejonie poniewieskim, w okręgu poniewieskim, na Litwie. Położona jest na linii Radziwiliszki – Dyneburg.